# Turgay Gemicibaşı
Turgay Philipp Gemicibaşı (* 23. April 1996 in Riesa) ist ein türkisch-deutscher Fußballspieler.

## Karriere

### Verein
Gemicibaşıs erster Jugendverein war der SC Riesa, bei dem er von 2002 bis 2008 spielte. Anschließend schloss er sich der Jugendabteilung von Dynamo Dresden an. Im November 2010 spielte er gegen den SC Concordia Hamburg erstmals für die U-17-Mannschaft von Dresden in der B-Junioren-Bundesliga. In der Saison 2010/11 kam er zu fünf Einsätzen für die U-17 von Dresden. In der Saison 2011/12 absolvierte er 23 Spiele und erzielte dabei drei Tore.
Zur Saison 2012/13 wechselte er zum 1. FC Köln. Für Köln kam er in jener Saison zu 23 Einsätzen für die B-Junioren und erzielte dabei fünf Tore. Nach einer Saison bei Köln wechselte er zur Saison 2013/14 zu den zweitklassigen A-Junioren von RB Leipzig. Nach einem halben Jahr bei Leipzig wechselte er im Januar 2014 zu den erstklassigen A-Junioren des 1. FC Kaiserslautern. Im Februar 2014 absolvierte er gegen den FC Augsburg sein erstes Spiel in der A-Junioren-Bundesliga. Bis Saisonende kam er zu fünf Einsätzen für die U-19 von Kaiserslautern.
Nach einem halben Jahr bei Kaiserslautern wechselte er zur Saison 2014/15 zur U-19 des FC Viktoria Köln. In jener Saison absolvierte er 15 Spiele in der Bundesliga und erzielte dabei ein Tor, zu Saisonende musste er mit Viktoria Köln jedoch aus dieser absteigen.
Zur Saison 2015/16 wechselte er zum Fünftligisten Sportfreunde Siegen. Sein Debüt in der Oberliga gab er im August 2015, als er am ersten Spieltag jener Saison gegen Westfalia Rhynern in der 76. Minute für Björn Jost eingewechselt wurde. Bis Saisonende kam er zu 14 Einsätzen in der Oberliga, in denen er ohne Treffer blieb. Als Meister der Oberliga Westfalen konnte er mit Siegen zu Saisonende in die Regionalliga aufsteigen.
Daraufhin wechselte er zur Saison 2016/17 zum fünftklassigen FC Gütersloh. Für Gütersloh absolvierte er in jener Saison 20 Spiele in der Oberliga, in denen er ohne Torerfolg blieb. Zur Saison 2017/18 wechselte er nach Österreich zum Regionalligisten FC Karabakh Wien. Im August 2017 debütierte er in der Regionalliga, als er am zweiten Spieltag jener Saison gegen die Amateure des SKN St. Pölten in der Startelf stand. In seiner ersten Saison bei Karabkah absolvierte er 28 Spiele, in denen er kein Tor erzielte.
Zur Saison 2018/19 benannte sich der Verein in FC Mauerwerk um. Im September 2018 erzielte er bei einem 1:0-Sieg gegen die Amateure von St. Pölten sein erstes Tor in der Regionalliga. In der Saison 2018/19 kam er zu 26 Regionalligaeinsätzen für Mauerwerk, in denen er ein Tor erzielte.
Zur Saison 2019/20 wechselte er zum Zweitligisten FC Blau-Weiß Linz, bei dem er einen bis Juni 2021 laufenden Vertrag erhielt. Sein Debüt in der 2. Liga gab er im Juli 2019, als er am ersten Spieltag jener Saison gegen die Kapfenberger SV in der Startelf stand und in der 75. Minute durch Michael Brandner ersetzt wurde. In zwei Spielzeiten für die Linzer kam er zu 53 Zweitligaeinsätzen, in denen er acht Tore erzielte. Nach der Saison 2020/21 verließ er den Verein und wechselte zum Bundesligisten SK Austria Klagenfurt, bei dem er einen bis Juni 2024 laufenden Vertrag erhielt.
Für Klagenfurt kam er in der Saison 2021/22 zu 26 Einsätzen in der Bundesliga, in denen er neun Tore erzielte. In Klagenfurt fiel er neben starken Leistungen aber auch durch häufige Härteeinlagen am Feld auf – er erhielt mit zehn Gelben Karten ligaübergreifend die meisten und wurde zudem dreimal vom Platz gestellt. Nach einer Saison in Klagenfurt wechselte der Türke zur Saison 2022/23 erstmals in die Türkei und schloss sich leihweise Kasımpaşa Istanbul an. Bei Kasımpaşa kam er in den ersten sechs Saisonspielen der Süper Lig zum Einsatz, spielte danach aber keine Rolle mehr und absolvierte  bis zum Ende der Leihe keine weitere Partie.
Zur Saison 2023/24 kehrte er anschließend wieder nach Klagenfurt zurück, wo er bis zur Winterpause in 16 Bundesligapartien zum Einsatz kam. Im Februar 2024 verließ er die Kärntner schließlich endgültig und wechselte zum türkischen Zweitligisten Göztepe Izmir. Für Göztepe absolvierte er sieben Partien in der TFF 1. Lig, mit dem Team stieg er in die Süper Lig. Zur Saison 2024/25 wechselte er daraufhin zum Zweitligisten Adanaspor. Für Adana spielte er 14 Mal in der 1. Lig.
Im Februar 2025 wechselte Gemicibaşı zurück nach Österreich und schloss sich dem Zweitligisten SKN St. Pölten an. Für den SKN kam er bis zum Ende der Saison 2024/25 zu zwölf Zweitligaeinsätzen. Zur Saison 2025/26 wechselte er weiter zu Ligakonkurrent Admira Wacker.

### Nationalmannschaft
Gemicibaşı spielte im Oktober 2012 gegen Kasachstan erstmals für die türkische U-17-Auswahl. Im August 2013 absolvierte er gegen Ungarn ein Spiel für die U-18-Mannschaft.